# École nationale supérieure du pétrole et des moteurs
La École nationale supérieure du pétrole et des moteurs è un'università francese, grande école d'Ingegneria istituita nel 1954, situata a Rueil-Malmaison nel campus dell'Institut Français du Pétrole.

## Didattica
Si possono raggiungere i seguenti diplomi: 
- ingénieur ENSPM (ENSPM Graduate ingegnere Master)
- laurea magistrale, master ricerca & doctorat (PhD studi di dottorato)
- laurea specialistica, master specializzati (Mastère MS Spécialisé)
- MOOC[3].

## Centri di ricerca
La ricerca alla IFP School è organizzata attorno a 4 poli tematici
- Motori e mobilità sostenibile;
- Risparmio energetico e gestione dell'energia;
- Processi energetici e processi chimici;
- Georisorse ed energia.

## Laureati famosi
- Gino Moncada Lo Giudice, docente, dirigente d'azienda e politico italiano
- Luc Ravel, arcivescovo cattolico francese
- René Vuaillat, progettista francese